# Mouvement populaire ivoirien du Grand Ouest
Le Mouvement populaire ivoirien du Grand Ouest (MPIGO) est un des deux mouvements rebelles à l'ouest de la Côte d'Ivoire, qui revendique la prise de Danané, à la frontière ivoiro-libérienne. Il est fondé par le sergent Félix Doh (tué avril 2003 dans un guet-apens). Les membres du MPIGO sont recrutés la plupart du temps dans la région parlante libéro-ivoirienne des Dan et Yacouba. Le MPIGO était constitué de 6 000 hommes quand il a signé le cessez-le-feu du 8 janvier 2003. En 2004, le MPIGO rejoint la coalition rebelle des Forces nouvelles dirigé par Guillaume Soro, tout comme le Mouvement patriotique de Côte d'Ivoire (MPCI) et le Mouvement pour la justice et la paix (MJP).